# Orites revoluta
Espèce
Orites revoluta, appelé communément orites à feuilles étroites, est une espèce de plantes à fleurs du genre Orites et de la famille des Proteaceae. C'est un buisson originaire de Tasmanie.

## Description
Orites revoluta se développe comme un buisson qui s'étale ou un arbuste ligneux érigé, souvent de 0.5 à 1,5 mètre de hauteur. La ramification est dense et les feuilles alternent le long de la tige. La forme des feuilles est étroite et assez émoussée à l'apex, de 7 à 20 millimètres de long et de 1 à 1,5 mm de large, avec des bords étroitement tournés et une surface velue sur la face inférieure. La floraison a lieu au début et au milieu de l'été, les fleurs odorantes se développent sur les épis terminaux jusqu'à deux fois la longueur des feuilles. De couleur blanche, elles mesurent 5 mm de long, sont actinomorphes et bisexuées, avec 4 étamines adnées et un ovaire supère. La corolle est valvaire, le bourgeon en bouton et fendu à maturité. Le fruit est un follicule poilu contenant des graines ailées de 15 mm.
L'espèce est souvent confondue avec Olearia ledifolia, cependant cette plante sans rapport n'a pas des follicules ligneux.

## Taxonomie
Orites revoluta est l'une des neuf espèces du genre Orites, dont sept sont endémiques en Australie et quatre en Tasmanie. Des fossiles d'Orites revoluta indiscernables des spécimens contemporains ont été trouvés dans des sédiments du Pléistocène inférieur de l'ouest de la Tasmanie, suggérant que l'espèce est au moins aussi âgée.
Le nom d'Orites revoluta (se référant aux marges des feuilles étroitement révolutionnaires) est publié pour la première fois par la Société Linnéenne de Londres en mars 1810 dans l'étude sur l'ordre naturel des plantes appelée Proteaceae par Robert Brown. Cependant, la variante orthographique Orites revolutus est utilisée tout aussi largement.

## Répartition

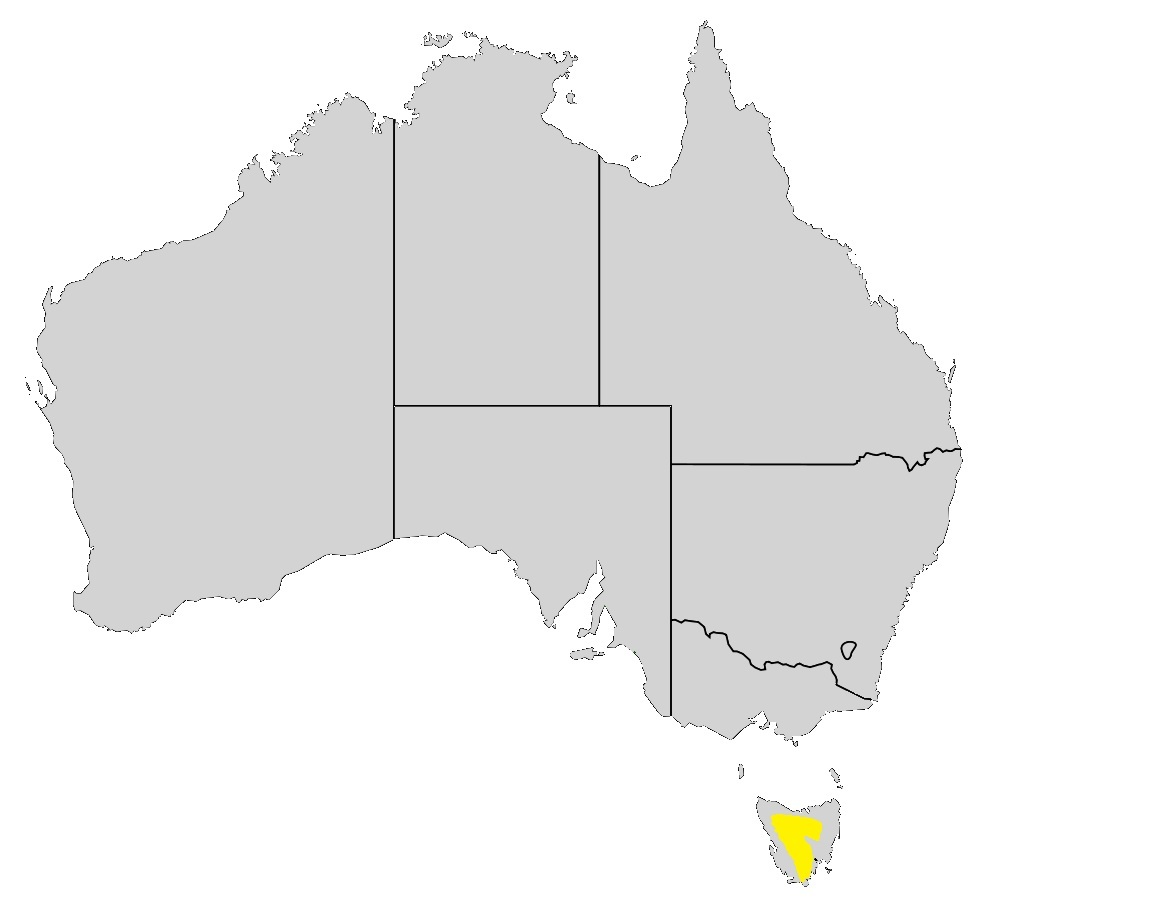
Aire de répartition de Orites revoluta.

Orites revoluta est une espèce endémique de la Tasmanie, présente les plateaux de montagne à des altitudes allant de 700 à 1 300 m. Elle se rencontre dans les zones rocheuses d'un sol mieux drainé à l'intérieur des landes alpines et subalpines et dans les régions boisées, et peut être présent à la fois sur la dolérite et les substrats sédimentaires. La température annuelle moyenne dans l'aire de répartition oscille autour de 8 °C et les précipitations tendent à atteindre 1700 ou même 2 000 mm par an. Orites revoluta peut être vu dans de nombreuses localités de l'État, notamment les Hartz Mountains, le mont Field, Cradle Mountain-Lake St Clair et le Ben Lomond, ainsi que le parc Wellington près de Hobart.

## Écologie
Orites revoluta est un arbrisseau proéminent dans les landes et les forêts sclérophylles alpines et subalpines, accompagné couramment de Epacris serpyllifolia, Baeckea gunniana, Richea sprengelioides, Eucalyptus coccifera, Empodisma minus, Leptospermum rupestre et Orites acicularis. Les deux espèces d'Orites ont tendance à être à peu près similaires dans leur répartition et dominance dans la végétation.
Les fleurs blanches odorantes apparaissent dans les épis terminaux au début et au milieu de l'été (décembre et janvier). Des enquêtes menées auprès d'espèces d'Orites en Australie continentale et en Nouvelle-Zélande suggèrent la pollinisation par des insectes de petite et moyenne taille tels que les abeilles des genres Lasioglossum et Hylaeus et de nombreux types de mouches, y compris les familles Syrphidae, Calliphoridae, Muscidae, Empididae et Tachinidae, qui se trouvent tous en Tasmanie. Ceci est en accord avec la tendance de nombreuses espèces d'Orites à afficher des « lignes d'abeilles » pourpres sur les tépales blancs à crème.
De nombreuses graines se développent dans les follicules pileux au cours des mois suivants. Orites revoluta peut être fortement infesté par le parasite des graines Symphygas nephaula, qui pond ses œufs dans le bourgeon floral en développement avant la formation des gousses. Après l'éclosion, les larves se nourrissent des graines arrivant à maturité lorsqu'elles deviennent disponibles. Orites revoluta est un hôte privilégié pour le Tortricidae par rapport à Orites acicularis, qui a un large éventail de chevauchements, et les plantes à basse altitude sont plus susceptibles d'être infestées. On pense que ce parasite peut être l'agent le plus important de la perte de graines prédispersale dans la plante.
Les follicules matures sèchent et se fendent, libérant les graines dans l'environnement proche. Les graines resteront dans le sol jusqu'à ce qu'il y ait suffisamment de perturbations (comme un feu de forêt) pour stimuler leur germination, ou jusqu'à ce qu'elles ne soient plus viables. Les études sur les landes alpines et subalpines indiquent une période moyenne sans feu minimale supérieure à 250 ans, et il est peu probable que de nombreuses graines subsistent aussi longtemps. Il semble que les plantes d'O. revoluta se nourrissent principalement par propagation végétative pendant les longues périodes sans perturbation, et la grande majorité des jeunes plantes sont le résultat de tiges souterraines. Il est donc possible que les niveaux élevés de parasitisme observés dans les gousses de Orites revoluta représentent un impact négligeable. En effet, Orites revoluta est l'une des rares espèces capables de repousser après le feu, contrairement à Orites acicularis.
De nombreuses espèces d'arthropodes ont été observées chez des plantes Orites revoluta : les familles Sminthuridae, Entomobryidae, Membracidae, Curculionidae et Miridaeet des espèces des genres Diaea, Rhyzobius et Nannochorista. Orites revoluta soutient une plus grande diversité d'arthropodes que Orites acicularis, probablement en raison de la forme plus complexe de la plante, bien que cette diversité ne soit évidente que dans les plantes.
Le nom Orites revoluta est probablement une adaptation aux conditions de croissance difficiles de sa gamme, ajoutant vraisemblablement une intégrité structurelle aux feuilles souvent exposées au gel, au grésil et au vent, ainsi que des niveaux d'UV très élevés. Les marges réduiraient également le mouvement de l'air à travers les stomates, protégeant vraisemblablement la plante de la dessiccation. Ceci est confirmé par les observations que les plantes poussant dans des poches subalpines ombragées - où le besoin de lumière solaire peut compenser le besoin d'un extérieur dur - tendent à avoir des feuilles plus plates ou plus larges avec des marges recourbées plutôt que tournantes.
On sait peu de choses sur les interactions fongiques avec Orites revoluta , mais il existe des signes évidents de dépérissement dans les Massifs Centraux qui peuvent être attribués à une espèce de Phytophthora.

## Source de la traduction
- (en) Cet article est partiellement ou en totalité issu de l’article de Wikipédia en anglais intitulé « Orites revolutus » (voir la liste des auteurs).